# ST-1
ST-1 era un satellite per telecomunicazioni. È stato il primo satellite di Taiwan e di Singapore. 
Il satellite, con una massa al lancio di 3.200 Kg, è stato costruito dalla Astrium per conto di Chunghwa Telecom e Singapore Telecommunications, che lo utilizzavano congiuntamente. Il lancio è stato effettuato con successo il 25 agosto 1998 dal Centro spaziale guyanese con un razzo vettore Ariane 4.
ST-1, posto in orbita geostazionaria, assicurava copertura a parte dell'Asia (India, Sud-est asiatico e Taiwan). Il satellite è stato in funzione fino al 2011, quando è stato ritirato e posto in orbita cimitero per essere sostituito dal satellite ST-2.